# Tellement menteur
Tellement menteur (Full of It) est un film américano-italo-sud-africain réalisé par Christian Charles, et sorti dans quelques salles le 2 mars 2007 avant d'être diffusé à la télévision le 16 septembre 2007 sous le titre Big Liar on Campus sur ABC Family.

## Synopsis
Sam Léonard est un jeune garçon impopulaire dans son lycée et il est la risée de ses camarades, si bien qu'il est obligé de mentir pour faire croire qu'il est « cool. » Il fait ainsi croire qu'il a Carmen Electra comme ami, une Porsche et bien d'autres choses. Mais bien sûr personne ne le croit. Jusqu'au jour où, par accident, tous ses mensonges deviennent réalité.

## Fiche technique
- Titre original : Full of It
- Titre français : Tellement menteur
- Réalisation : Christian Charles
- Scénario : Scott Moore (en), Jon Lucas
- Production : Mark Canton (en), Steve Barnett
- Sociétés de production : New Line Cinema, Jaaz Spirit
- Musique: John Swihart (en)
- Pays :  États-Unis /  Italie /  Afrique du Sud
- Lieu de tournage : Winnipeg (Canada)
- Genre : comédie
- Durée : 91 minutes
- Date de sortie : 2 mars 2007

## Distribution
- Ryan Pinkston (en) (VQ : Nicholas Savard L'Herbier) : Sam Leonard
- Kate Mara (VQ : Claudia-Laurie Corbeil) : Annie Dray
- Teri Polo (VQ : Nathalie Coupal) : Mme Moran
- Amanda Walsh (VQ : Julie Beauchemin) : Vicki Sanders
- Joshua Close (VQ : Philippe Martin) : Kyle Plunkett
- Craig Kilborn (en) (VQ : Pierre Auger) : Mike Hanbo
- John Carroll Lynch (VQ : Thiéry Dubé) : Mr Leonard (père de Sam)
- Cynthia Stevenson (VQ : Natalie Hamel-Roy) : Mme Leonard (mère de Sam)
- Derek McGrath (VQ : Marc Bellier) : le principal Hayes
- Matt Gordon (VQ : François Trudel) : Henderson
- Alex House (en) (VQ : Xavier Dolan) : Kyle Sidekick #1
- Nick Ouellette : Kyle Sidekick #2
- Carmen Electra : elle-même
- Chas Lawther (en) : M. Von Der Ahe

Source et légende : Version québécoise (VQ) sur Doublage Québec.